# Stema Egiptului

Stema Egiptului (1984-prezent)

Stema Egiptului (cunoscută și ca: „Vulturul Republican”) a fost adoptată în forma sa actuală la 4 octombrie 1984. Ea reprezintă vulturul lui Saladin, un vultur heraldic care servește și ca stema Irakului și a Palestinei.

## Imagini

1854-1867
1867-1914
1914-1922
1922-1953
1953-1958
1958-1971
1972-1984
1984-prezent